# Jean-Maurice Goossens
Jean-Maurice Goossens (1892 – ?) byl belgický reprezentační hokejový útočník.
V roce 1920 byl členem Belgického hokejové týmu, který skončil sedmý na zimních olympijských hrách.